# انقلاب ۱۷ ژوئیه

دیدار صدام حسین و احمد حسن البکر

انقلاب ۱۷ ژوئیه (عربی: ثورة ۱۷ تموز ۱۹۶۸) کودتایی بدون خونریزی بود که به رهبری ژنرال احمد حسن البکر و برای روی کار آوردن شاخه حزب بعث - منطقه عراق حزب بعث صورت گرفت. صدام حسین رهبر آینده عراق و صلاح عمر العلی از دیگر رهبران کودتا بودند. حزب بعث از زمان این کودتا تا سال ۲۰۰۳ و سرنگونی حکومت صدام بر سر کار بود.
گرچه رهبری واقعی کودتا در هاله‌ای از ابهام است، اما می‌دانیم که در ابتدا عبدالرزاق نائف و ابراهیم الداود که هر دو غیربعثی و در راس سازمان اطلاعات نظامی و گارد ریاست‌جمهوری رئیس‌جمهور عراق بودند تلاش برای طرح‌ریزی کودتا را آغاز کردند و از توطئه‌گران بعثی هم‌چون احمد حسن البکر، حردان التکریتی و صالح مهدی عماش خواستند که ائتلاف بزرگ‌تری برای تأسیس یک دولت جدید تشکیل دهند. بسیاری از کودتاگران به عنوان نزدیکان رئیس‌جمهور شناخته می‌شدند. هم‌چنین شایعاتی بود که این کودتا طرح طاهر یحیی، نخست‌وزیر ناصریست عراق برای انتقال قدرت به خود بود. او عملکرد دولت عبدالرحمن عارف در جنگ شش‌روزه را ضعیف توصیف می‌کرد.
پس از کودتا، رئیس‌جمهور با هواپیما به بریتانیا گریخت. طاهر یحیی اعدام نشد زیرا کودتاگران نمی‌خواستند افکار عمومی دنیا بگویند که حمام خونی دوباره در عراق به راه افتاده‌است.